# Amtsgericht Stralsund

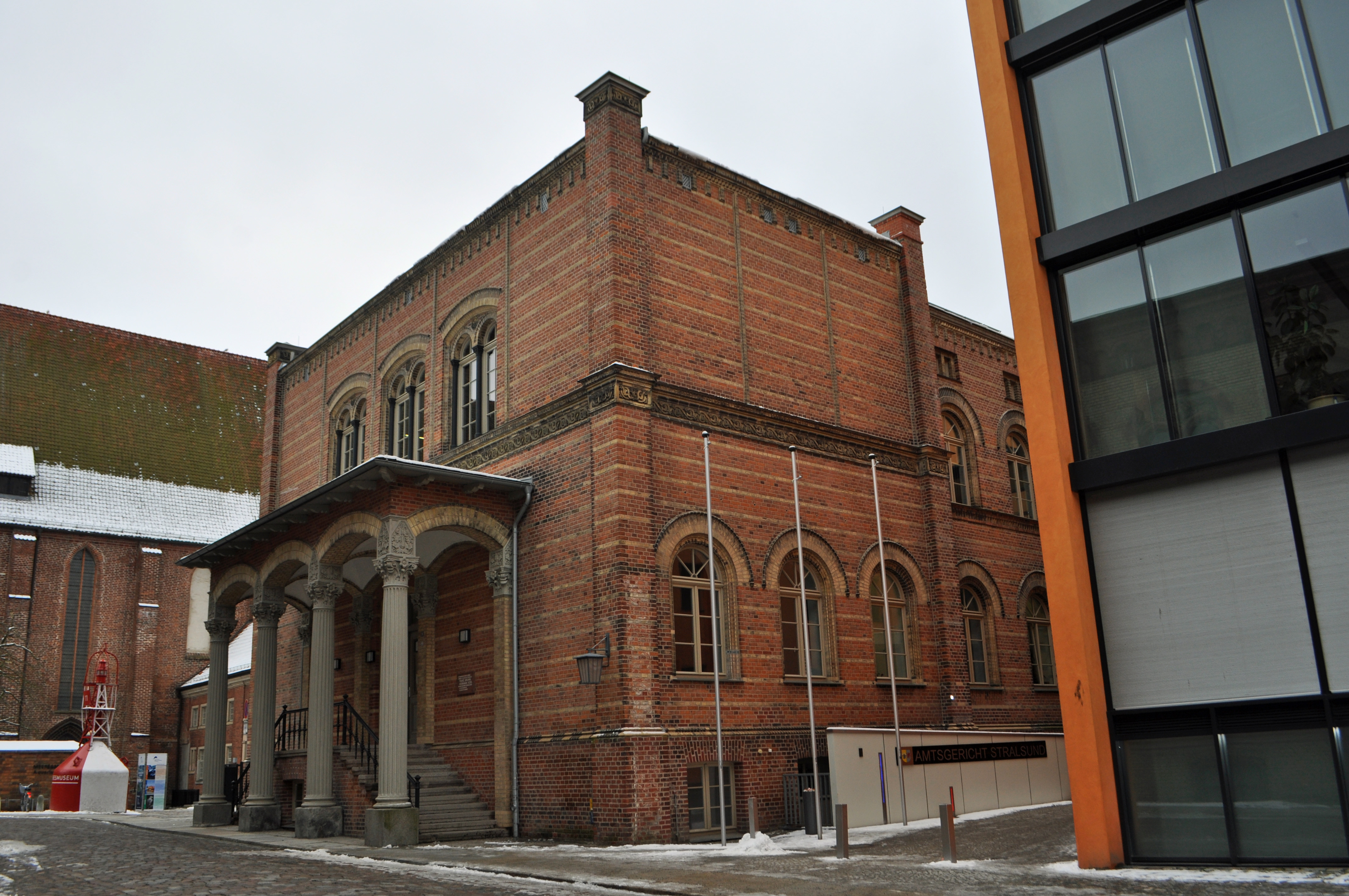
Gebäude des Amtsgerichtes Stralsund (2013)

Das Amtsgericht Stralsund ist ein Gericht der ordentlichen Gerichtsbarkeit des Landes Mecklenburg-Vorpommern im Bezirk des Landgerichtes Stralsund (LG Stralsund).

## Gerichtssitz und -bezirk

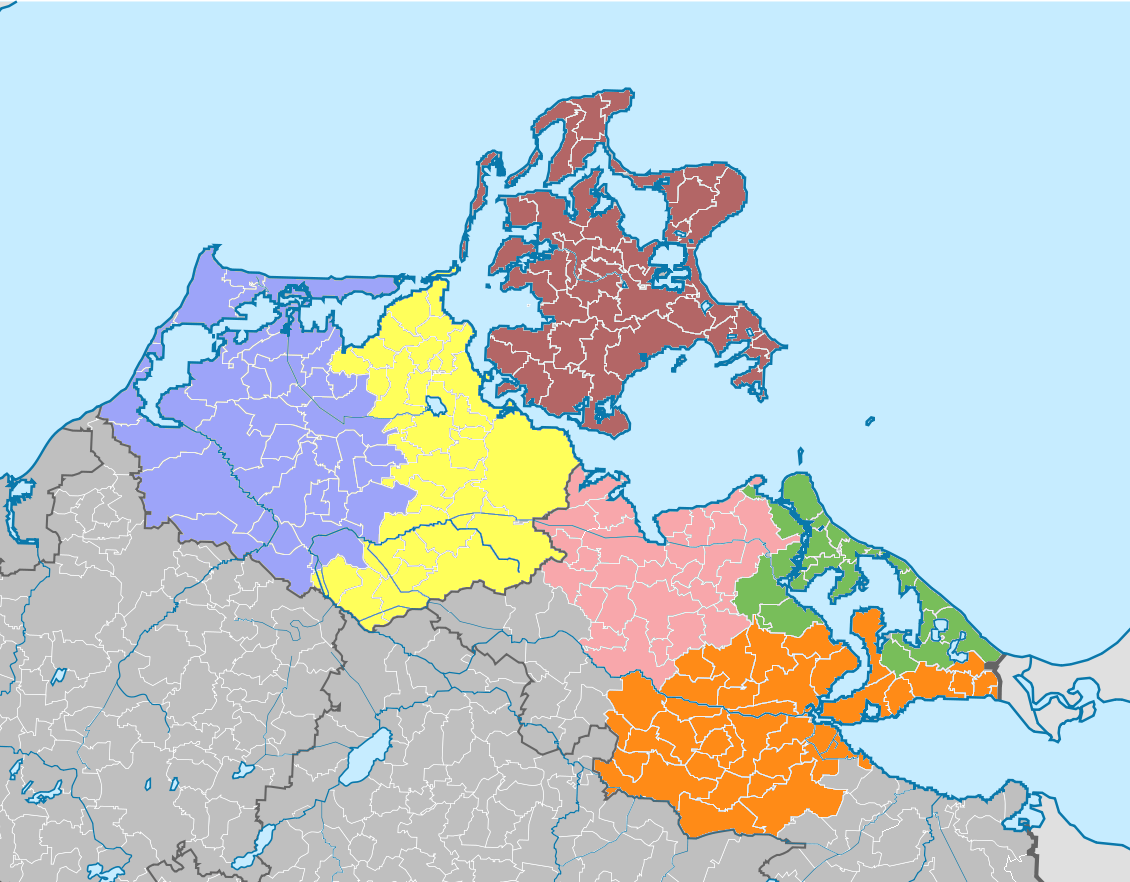
Gerichtsbezirke der dem LG Stralsund nachgeordneten Amtsgerichte bis zum 5. Oktober 2014
AG Ribnitz-Damgarten
AG Stralsund
AG Bergen auf Rügen
AG Greifswald
AG Anklam
AG Wolgast

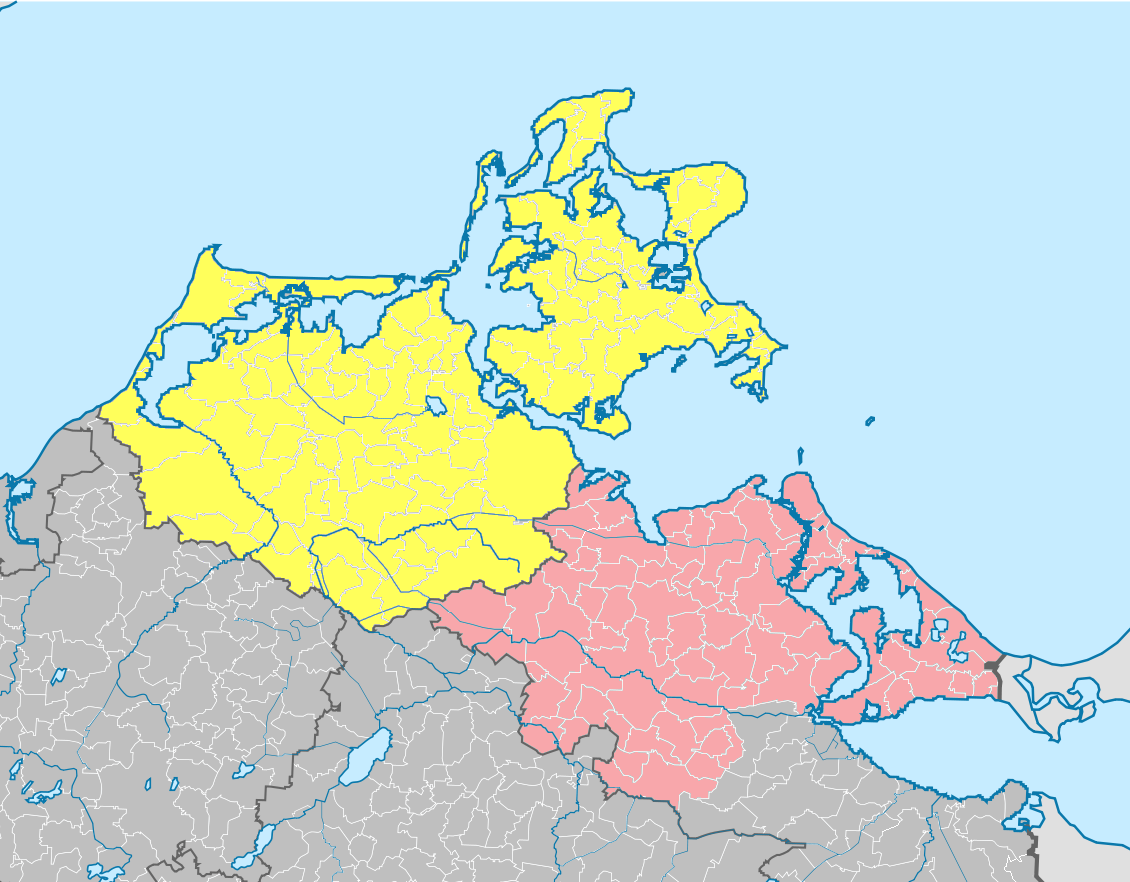
Gerichtsbezirke der dem LG Stralsund nachgeordneten Amtsgerichte (AG) seit dem 27. Februar 2017
AG Stralsund
AG Greifswald

Das Gericht hat seinen Sitz in der Hansestadt Stralsund.
Der Gerichtsbezirk umfasste bis zum 22. November 2015 das Gebiet der folgenden Städte und Gemeinden.
| - Altenpleen, - Deyelsdorf, - Elmenhorst, - Glewitz, - Grammendorf, - Gransebieth, - Grimmen, - Groß Kordshagen, | - Groß Mohrdorf, - Jakobsdorf, - Klausdorf, - Kramerhof, - Kummerow, - Lüssow, - Neu Bartelshagen, - Niepars, | - Pantelitz, - Papenhagen, - Preetz, - Prohn, - Splietsdorf, - Steinhagen, - Stralsund, - Süderholz, | - Sundhagen, - Wendisch Baggendorf, - Wendorf, - Wittenhagen und - Zarrendorf |

Folgende Städte und Gemeinden wurden durch die Umwandlung des Amtsgerichtes Bergen auf Rügen in eine Zweigstelle des Amtsgerichtes Stralsund in dessen Bezirk eingegliedert.
| - Altefähr, - Altenkirchen, - Baabe, - Bergen auf Rügen, - Binz, - Breege, - Buschvitz, | - Dranske, - Dreschvitz, - Gager, - Garz/Rügen, - Gingst, - Glowe, - Göhren, | - Gustow, - Insel Hiddensee, - Kluis, - Lancken-Granitz, - Lietzow, - Lohme, - Middelhagen, | - Neuenkirchen, - Parchtitz, - Patzig, - Poseritz, - Putbus, - Putgarten, - Ralswiek, | - Rambin, - Rappin, - Sagard, - Samtens, - Sassnitz, - Schaprode, - Sehlen, | - Sellin, - Thiessow, - Trent, - Ummanz, - Wiek und - Zirkow |

Der Gerichtsbezirk vergrößerte sich durch die Auflösung des Amtsgerichtes Ribnitz-Damgarten zum 27. Februar 2017 erneut um folgende Städte und Gemeinden:
| - Ahrenshagen-Daskow, - Ahrenshoop, - Bad Sülze, - Barth, - Born auf dem Darß, - Dettmannsdorf, - Dierhagen, | - Divitz-Spoldershagen, - Drechow, - Eixen, - Franzburg, - Fuhlendorf, - Gremersdorf-Buchholz, - Hugoldsdorf, | - Karnin, - Kenz-Küstrow, - Lindholz, - Löbnitz, - Lüdershagen, - Marlow, - Milienhagen-Oebelitz, | - Prerow, - Pruchten, - Ribnitz-Damgarten, - Richtenberg, - Saal, - Schlemmin, - Semlow, | - Tribsees, - Trinwillershagen, - Velgast, - Weitenhagen, - Wieck auf dem Darß, - Wustrow und - Zingst |

Damit wurde der ursprünglich etwa 989 km2 große Gerichtsbezirk durch die Gerichtsstrukturreform zunächst auf ungefähr 1970 km2, schließlich auf 3210 km2 vergrößert. In ihm leben ungefähr 223.000 Einwohner.
Das Amtsgericht Stralsund ist für den gesamten Bezirk des Landgerichtes Stralsund zuständig für Landwirtschaftssachen, Wirtschaftsstrafsachen, Insolvenzverfahren sowie für die Führung der Handels-, Genossenschafts- und Partnerschaftsregister.
Es ist außerdem zuständig für die Führung des Berggrundbuches für die Bezirke aller Amtsgerichte des Landes Mecklenburg-Vorpommern.

## Gebäude

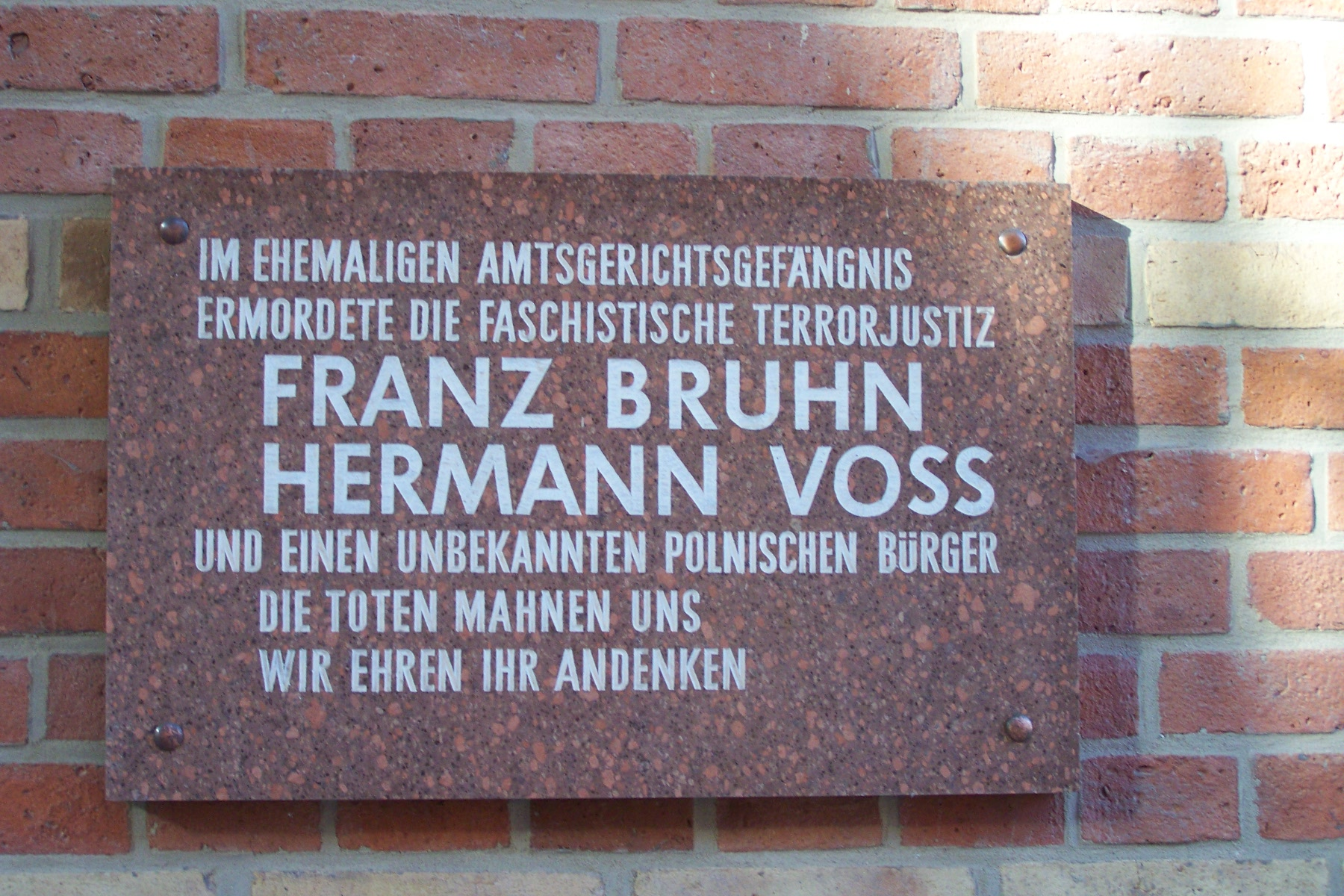
Gedenktafel am Gebäude

Das Gerichtsgebäude befindet sich in der Straße Bielkenhagen, neben dem Meereskundemuseum in der Stralsunder Altstadt. Am denkmalgeschützten Haus Bielkenhagen 9 ehrt eine Gedenktafel zwei Stralsunder Antifaschisten sowie einen unbekannten Polen.

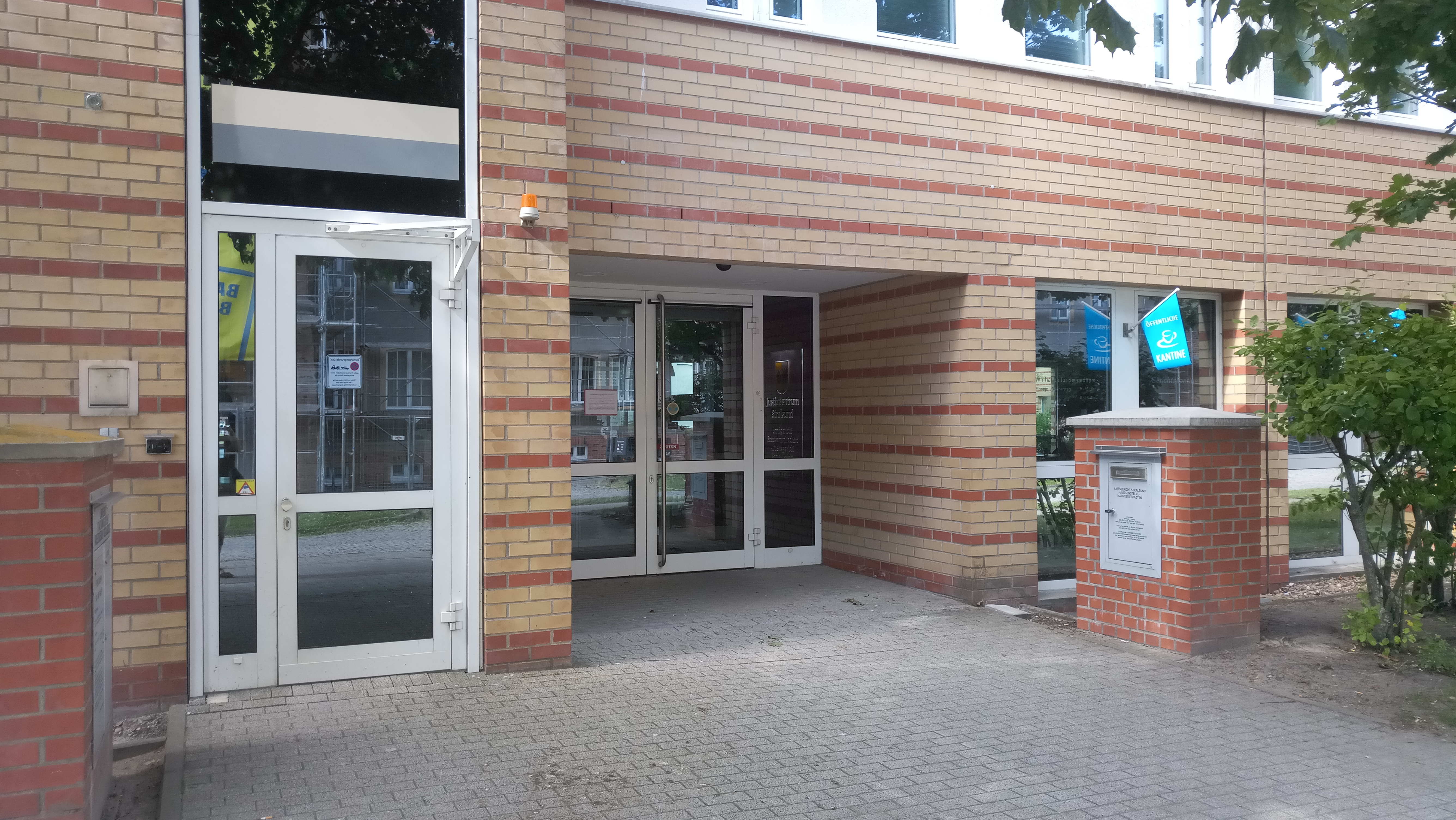
Justizzentrum am Frankendamm (2022)

Eine Außenstelle des Gerichtes befindet sich im Justizzentrum unter der Adresse Frankendamm 17, in welchem auch das Landgericht Stralsund, die Staatsanwaltschaft Stralsund, das Arbeitsgericht Stralsund und das Sozialgericht Stralsund untergebracht sind.

## Übergeordnete Gerichte
Dem Amtsgericht Stralsund ist das Landgericht Stralsund übergeordnet. Zuständiges Oberlandesgericht ist das Oberlandesgericht Rostock.